# Gmina Center (hrabstwo Clinton, Iowa)

Położenie Gminy Center w hrabstwie Clinton

Gmina Center (ang. Center Township) – gmina w USA, w stanie Iowa, w hrabstwie Clinton. Według danych z 2000 roku gmina miała 626 mieszkańców, a jej powierzchnia wynosi 109,88 km².